# تمرحنة يابانية
تمرحنة يابانية (الاسم العلمي: Ligustrum japonicum) هي نوع من النباتات تتبع جنس التمرحنة من الفصيلة الزيتونية.